# 시추 (토공)

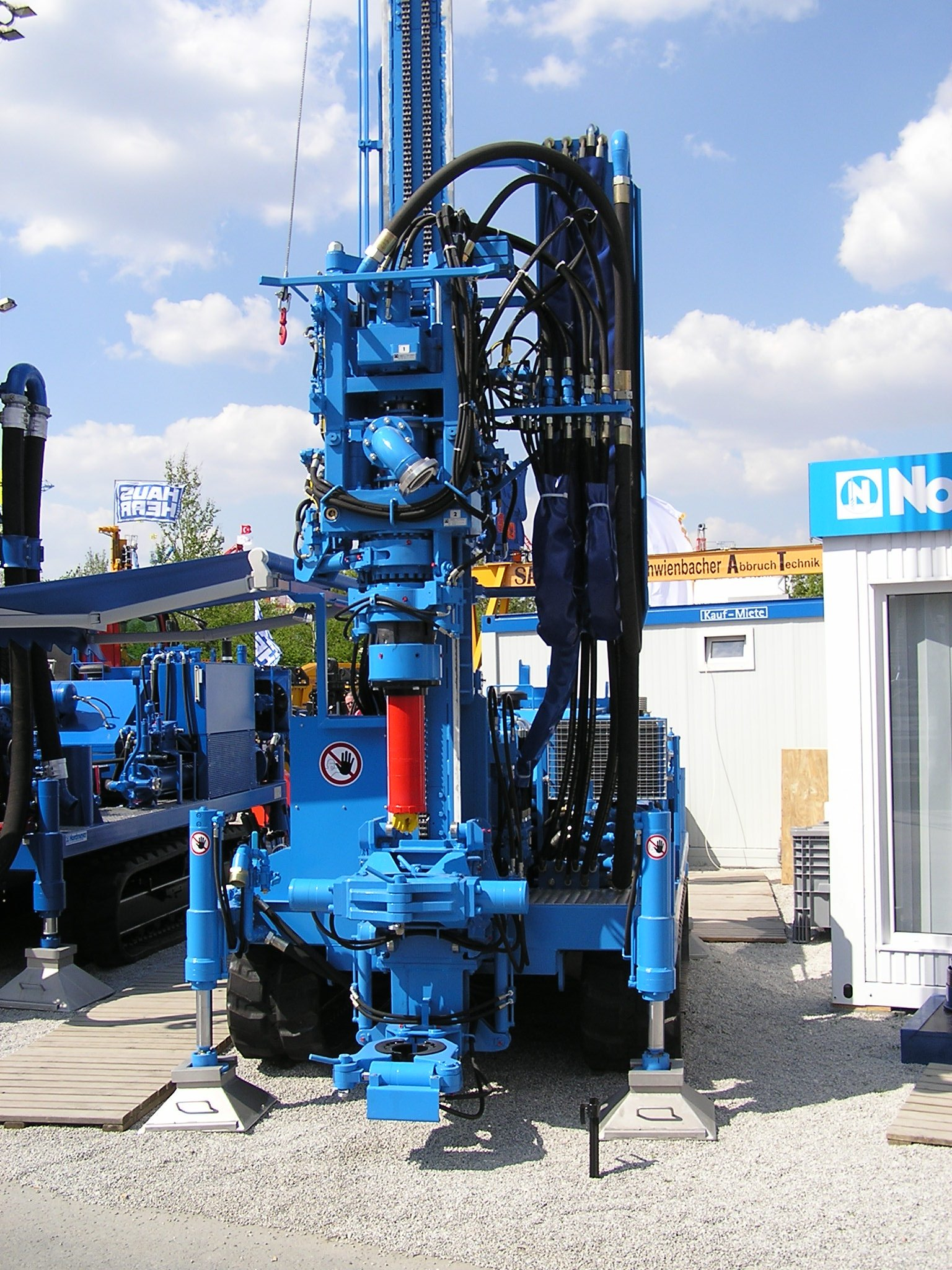
시추기.

시추(試錐, boring)란 땅에 구멍을 파는 것이다. 시추는 지질, 농업, 수문, 토목, 탐광 등 다양한 분야에서 행해진다.

## 같이 보기
- 유정 (석유)
- 표준 관입 시험
- 터널굴착기